# Stanisław Jakobczyk
Stanisław Jakobczyk, łac. Stanislaus Jacobeius (ur. 1540 w Kurzelowie, zm. 1612) – astronom, lekarz, profesor teologii Akademii Krakowskiej.

## Życiorys
Urodził się w Kurzelowie (dawne województwo sandomierskie, obecnie powiat włoszczowski).
W 1558 rozpoczął studia w Akademii Krakowskiej, a w 1571 został dziekanem Wydziału Artium. Zwolennik teorii Kopernika.